# Vuohisaaret (ö i Norra Savolax, Nordöstra Savolax, lat 63,20, long 28,42)
Vuohisaaret är en ö i Finland. Den ligger i sjön Ala-Siikajärvi och i kommunen Kuopio (tidigare Juankoski) i den ekonomiska regionen  Nordöstra Savolax ekonomiska region  och landskapet Norra Savolax, i den centrala delen av landet, 400 km nordost om huvudstaden Helsingfors. Öns area är 5,5 hektar och dess största längd är 0,6 kilometer i sydöst-nordvästlig riktning.  Notera att namnet antyder att det är fråga om flera öar.